# Khisa
Khisa is een dorp in het district Kgalagadi in Botswana. De plaats telt 383 inwoners (2011).